# Ozoroa
Ozoroa je rod rostlin z čeledi ledvinovníkovité. Jsou to keře a stromy s jednoduchými střídavými listy a drobnými pětičetnými květy v latovitých květenstvích. Plodem je peckovice. Rod zahrnuje asi 46 druhů a je rozšířen v subsaharské Africe a Jemenu. Hlavní oblast výskytu je v jižní polovině Afriky. Plody východoafrické Ozoroa reticulata mají jedlou dužninu. Některé druhy jsou využívány v domorodé medicíně.

## Popis
Zástupci rodu Ozoroa jsou stálezelené, dvoudomé polokeře, keře nebo stromy, ronící při porušení bílou šťávu. Listy jsou jednoduché, střídavé, vstřícné nebo v přeslenech, řapíkaté a celokrajné. Květy jsou jednopohlavné, pětičetné, stopkaté, uspořádané v úžlabních nebo vrcholových latách. Květní stopka je článkovaná. Koruna je bílá, žlutá nebo načervenalá, často pýřitá. Tyčinek je pět a mají šídlovité nitky. Semeník je srostlý ze 3 plodolistů a nese 3 čnělky zakončené hlavatými bliznami. Plodem je leskle černá nebo červená a později černající, příčně ledvinovitá nebo kulovitá peckovice obsahující vejcovité, zploštělé semeno. Mezokarp je dužnatý, pecka tvrdá.

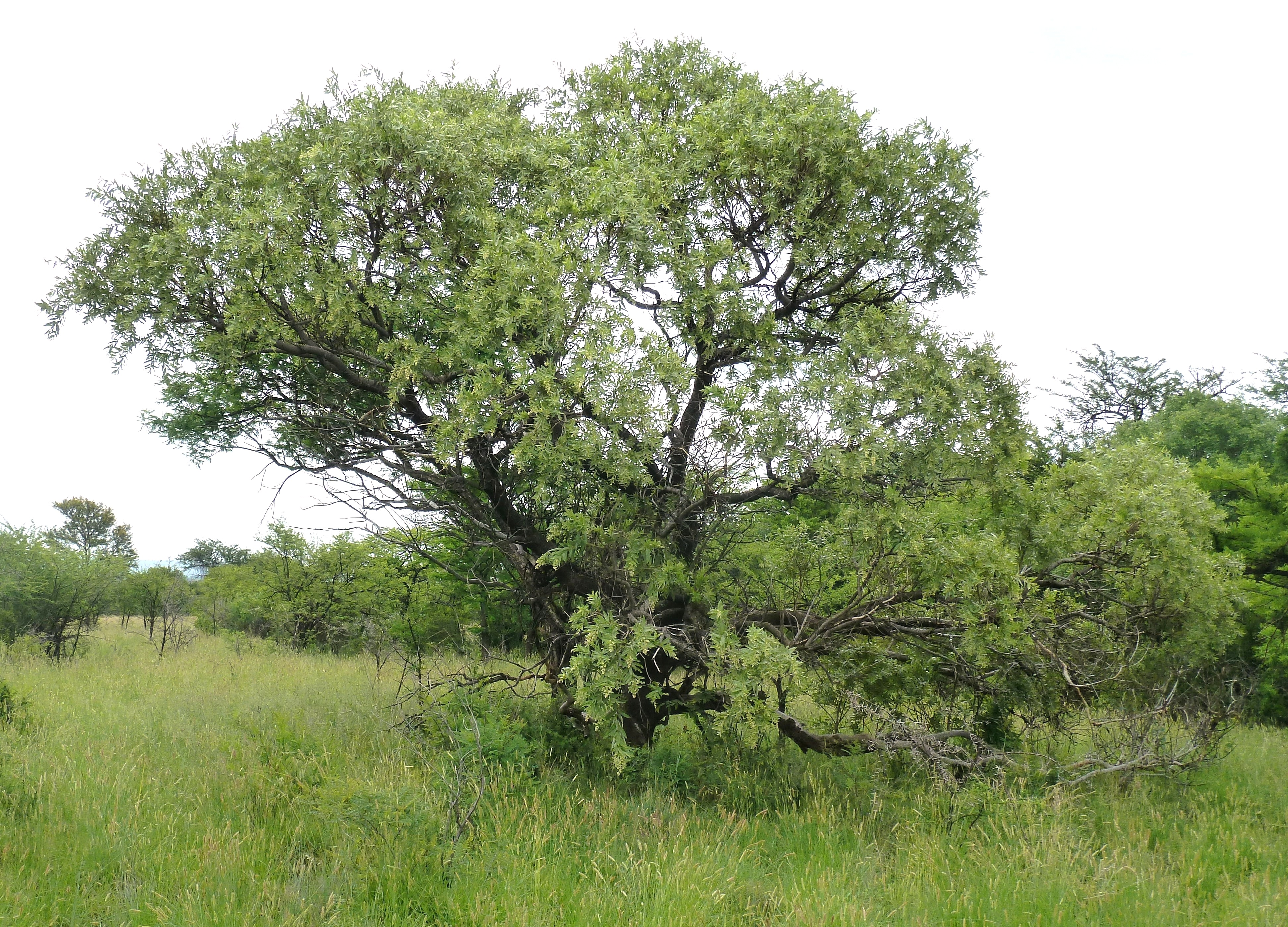
Ozoroa paniculosa
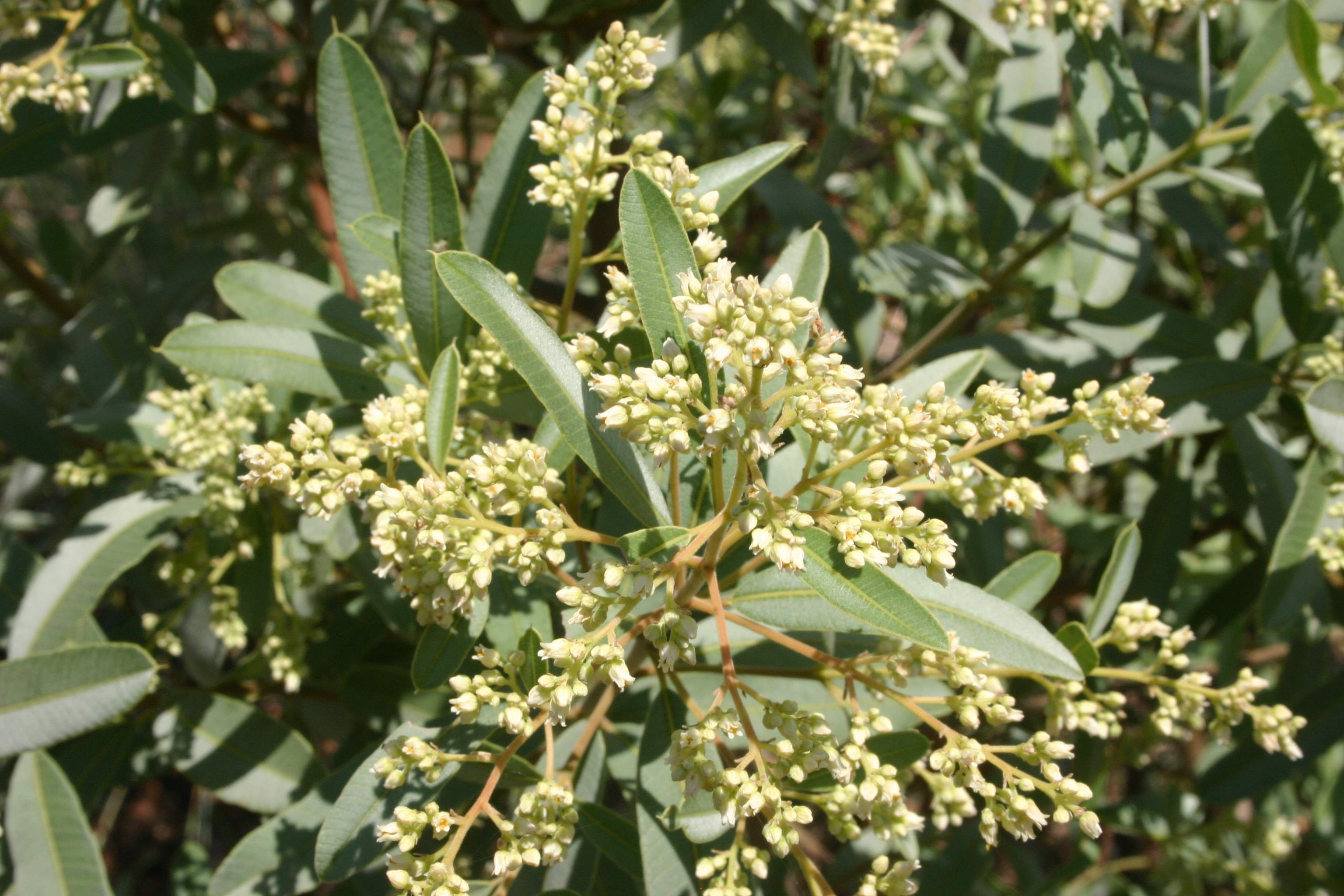
Květenství Ozoroa paniculosa
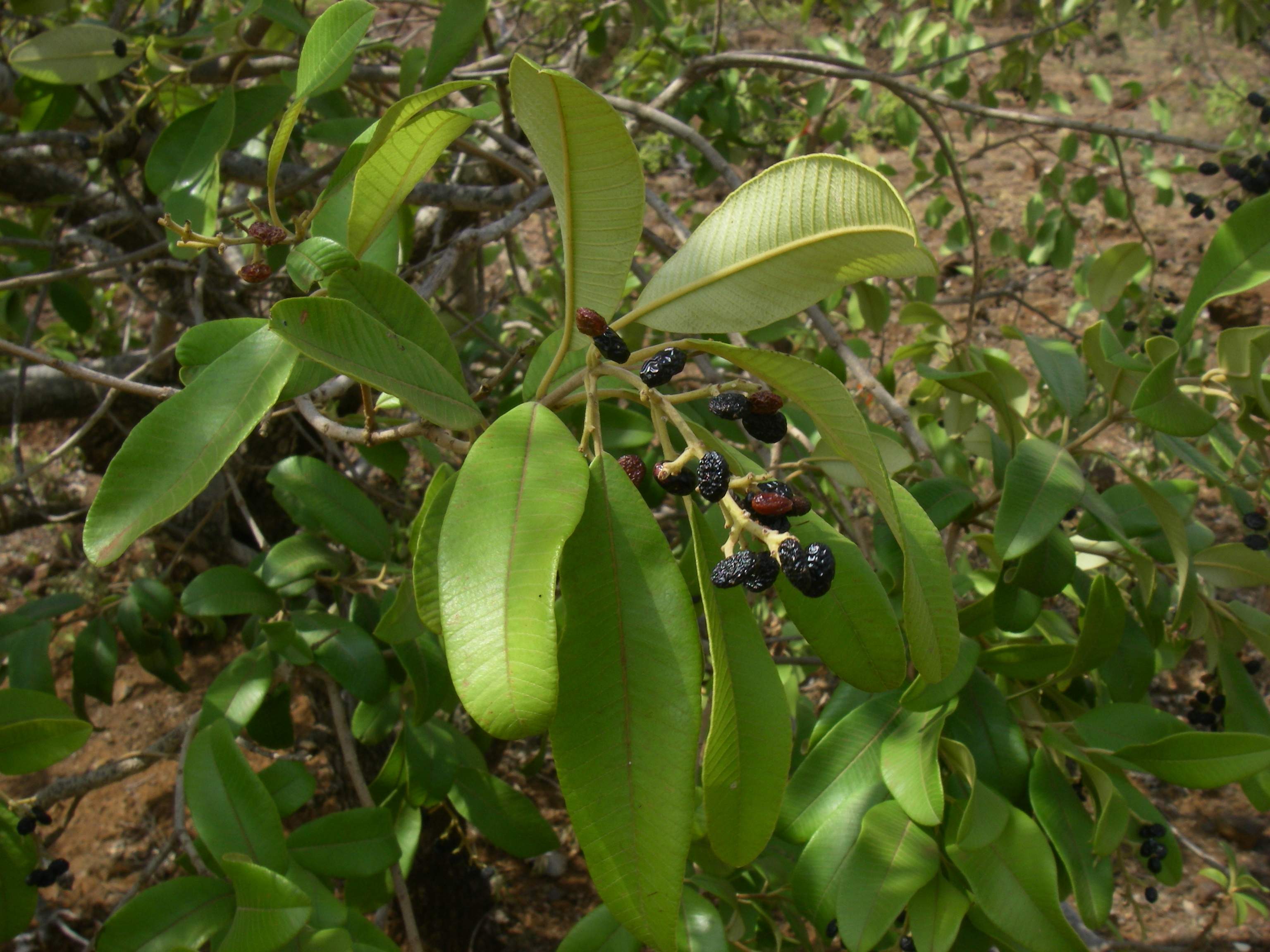
Ozoroa insignis s plody

## Rozšíření
Rod Ozoroa zahrnuje asi 46 druhů. Je rozšířen v subsaharské Africe a Jemenu. Převážná většina druhů se vyskytuje v jižní polovině Afriky v oblasti od Demokratické republiky Kongo, Angoly, Zambie a Mosambiku na jih po Jihoafrickou republiku. Severně od uvedené hranice zasahují pouze druhy Ozoroa obovata (Burkina Faso, Keňa, Tanzanie), Ozoroa pulcherrima (v pásu od tropické západní Afriky po Etiopii) a Ozoroa insignis (tropická Afrika od Kamerunu po Somálsko a jako jediný druh i v Jemenu).

## Ekologické interakce
Květy jsou opylovány hmyzem. Druh Ozoroa mucronata je ve východní Africe živnou rostlinou housenek martináčů Cirina forda, Gonimbrasia zambesina a Nudaurelia said a také některých drobnějších druhů můr.
Druh Ozoroa nitida, rozšířený v Zambii, má zajímavou růstovou formu, přizpůsobenou suchému prostředí. Pod zemí se nachází masivní dřevnatý kmen, zatímco na povrch vyrážejí pouze polodřevnaté, krátkověké výhony.

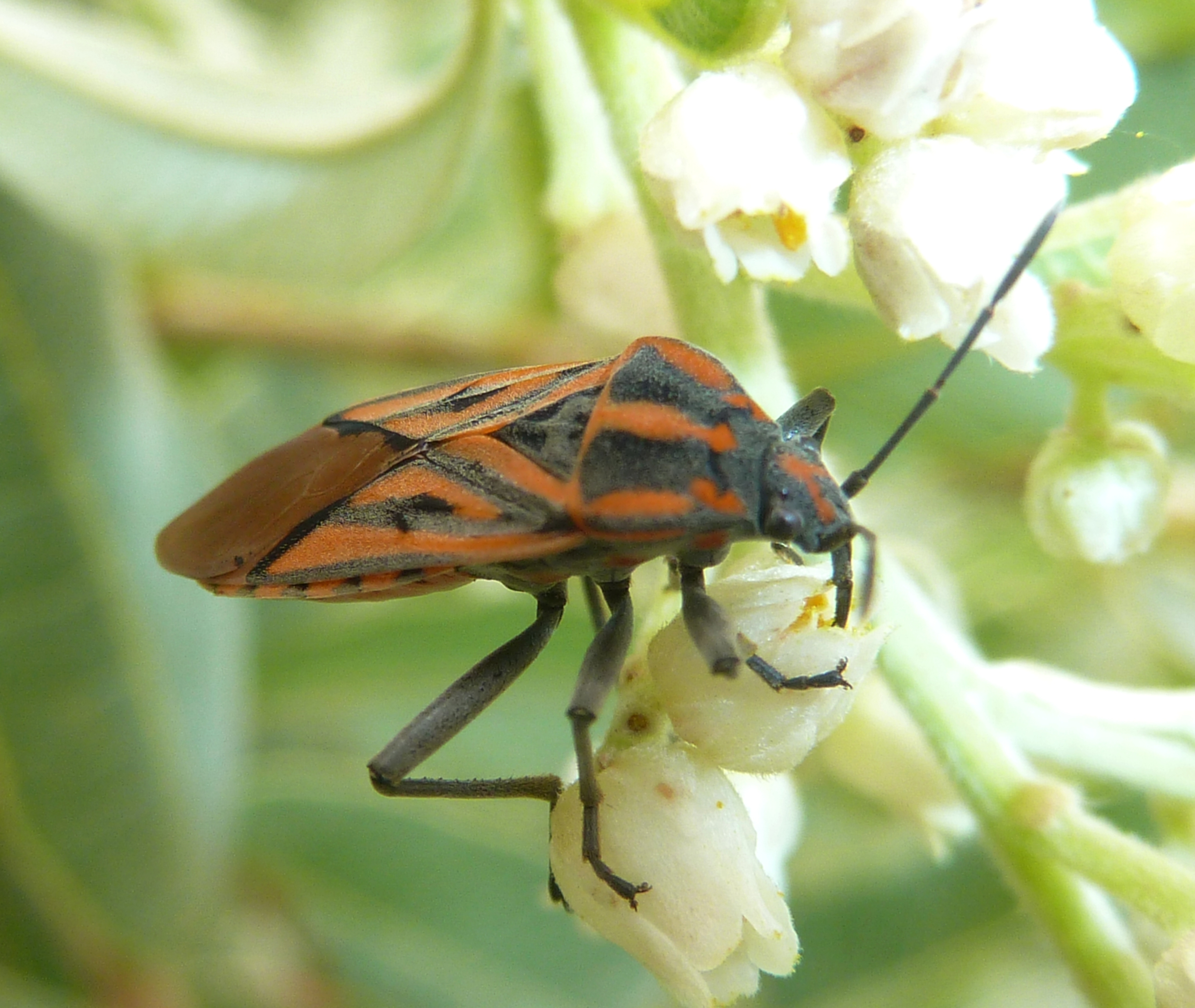
Ploštice Spilostethus rivularis na květech Ozoroa paniculosa
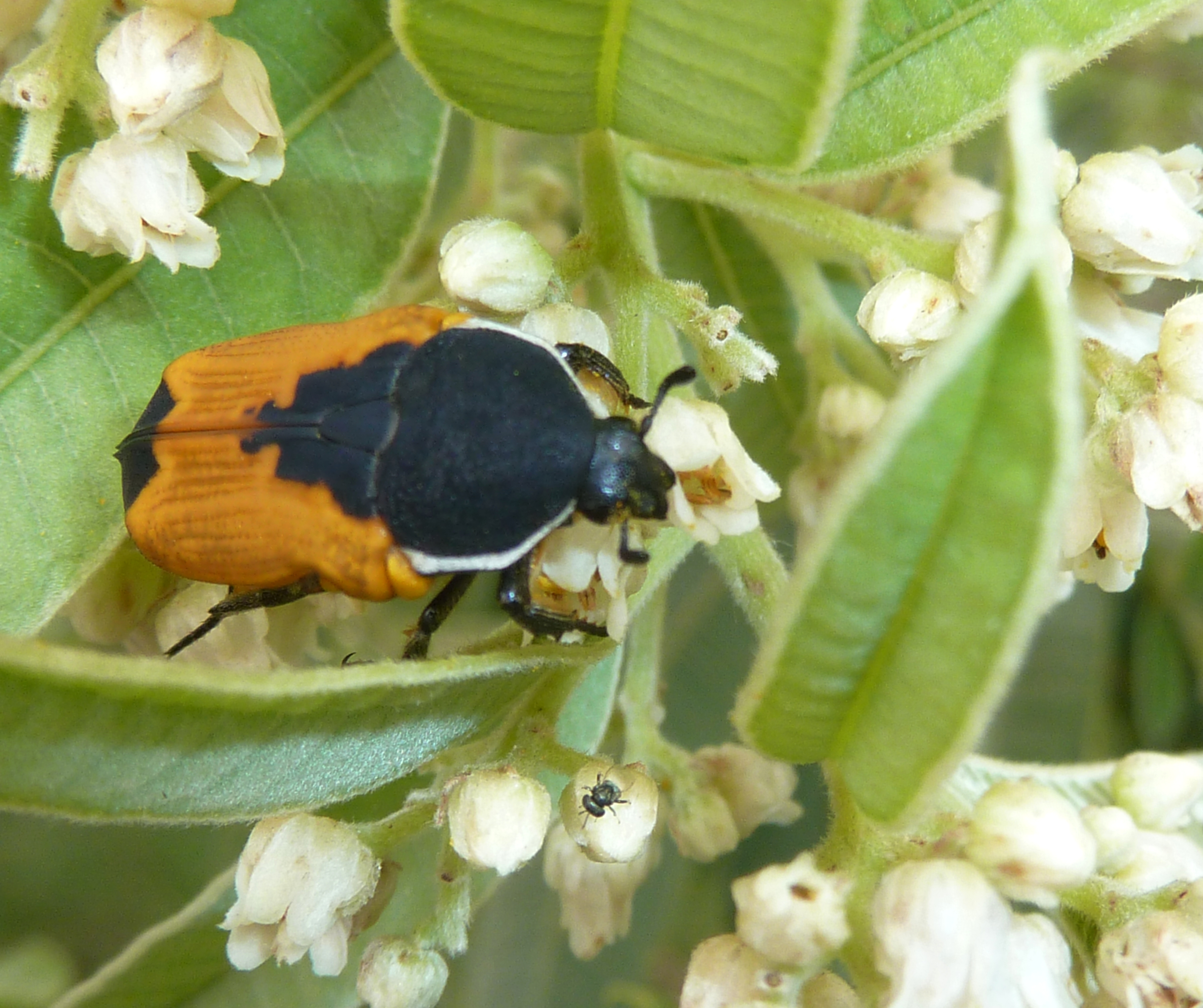
Zlatohlávek Polybaphes balteata na květech Ozoroa paniculosa

## Taxonomie
Rod Ozoroa je v rámci čeledi Anacardiaceae řazen do podčeledi Anacardioideae a rozsáhlého tribu Rhoeae. Sesterským rodem je podle výsledků molekulárních studií monotypický jihoafrický rod Protorhus.

## Význam
Některé druhy rodu Ozornoa jsou využívány v domorodé africké medicíně. Kořeny Ozoroa insignis slouží k léčení tuberkulózy, bolestí břicha a krve ve stolici, kořeny Ozoroa mucronata při průjmech, úplavici, bilharzióze aj., listy při hadím uštknutí. Druh Ozoroa paniculosa se používá k léčení plicních a ledvinových chorob, Ozoroa obovata jako adstringens.
Plody druhu Ozornoa reticulata, rozšířeného v tropické východní Africe, mají jedlou dužninu. Na rostlinách žijí ve východní Africe housenky martináče Cirina forda, které jsou jedlé.

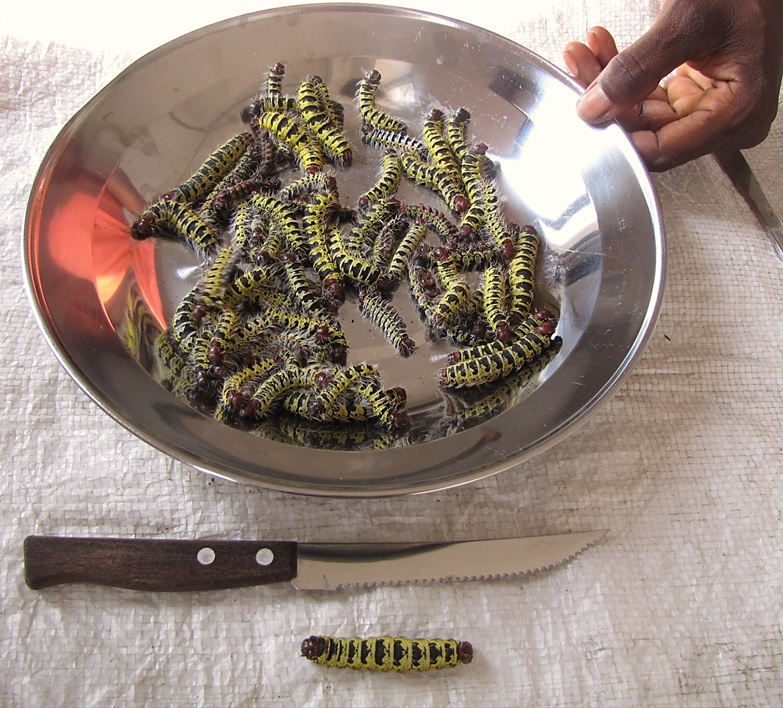
Jedlé housenky martináče Cirina forda z Konga